# Пейдж, Ясмин
Ясми́н Пейдж (англ. Yasmin Paige; род. 24 июля 1991; Лондон, Англия, Великобритания) — британская актриса, наиболее известная по ролям Джорданы Бивен в фильме «Субмарина», Бет Митчелл в телесериале «Молодая мамаша» и Марии Джексон в телесериале «Приключения Сары Джейн».

## Карьера
Пейдж родилась в Лондоне, в еврейской семье и начала проявлять интерес к актёрству в возрасте 4 лет. Дебютировала в 2003 году в фильме «Удивительная забывчивость». Также снялась в детской телепередаче «Мистическое шоу». Появилась в незначительной роли во второй серии сериала «Приключения Сары Джейн» по причине того, что она в тот момент сдавала экзамены GCSE.
Снялась в фильме «Балетные туфельки», где сыграла главную роль Петровы Фоссиль. В 2010 году появилась в фильме «Субмарина» в роли Джорданы Бивен.
В феврале и марте 2012 года играла роль Бет Митчелл в телесериале BBC Three «Молодая мамаша». Вновь она появилась в этой роли во втором сезоне сериала в 2013 году. Сыграла роль Ники в драматическом сериале канала Channel 4 «Обман или смерть», транслировавшегося 30 июля 2012 года.
В 2014 году снялась в главной роли в телесериале Джека Торна «Клей».

## Фильмография

### Фильмы
| Год  | Название                           | Роль               |
| ---- | ---------------------------------- | ------------------ |
| 2000 | Зи                                 | принцесса Сара     |
| 2001 | Другие                             | подружка невесты   |
| 2003 | Удифительная забывчивость          | Лилиана            |
| 2003 | Вторая натура                      | Дочь Ибрагима      |
| 2004 | Зуб                                | Зуб                |
| 2005 | Хранитель: Легенда об Омаре Хайяме | Молодая Дарья      |
| 2006 | Правда, правда, ложь               | молодая Дана       |
| 2007 | Я никогда не буду твоей            | Мелани             |
| 2007 | Балетные туфельки                  | Петрова Фоссиль    |
| 2010 | Субмарина                          | Джордана Бивен     |
| 2013 | Двойник                            | Мелани Пападопулус |
| 2014 | Цыплёнок                           | Аннабель           |
| 2014 | Бесконечные возможности            | Молодая Грейс      |
| 2016 | Рамона и стул                      | Рамона             |

### Телевидение
| Год        | Название                   | Роль               | Канал     | Примечания |
| ---------- | -------------------------- | ------------------ | --------- | --- |
| Неизвестен | Кровать и звёздный завтрак | Эльза              | BBC       | |
| Неизвестен | Пони Смэк                  | Девочка-именинница | Channel 4 | |
| Неизвестен | Поиск                      | Потерянный ребёнок | BBC       | |
| 2003       | Кин Эдди                   | Эйприл Кинни       | Fox       | «Эдди любит бейсбол» 1 сезон, 4 серия |
| 2004       | Загадочное шоу             | Аби                | BBC One   | Все серии 1 сезона и часть 2 сезона |
| 2004       | Последний детектив         | Кэти Бериша        | ITV1      | «Опасные и любовные сердца» 2 сезон, 4 серия |
| 2004       | Доктора                    | Керри Барклей      | BBC One   | «Посмотрите в обе стороны» 6 сезон, 14 серия |
| 2005       | Золотой час                | Черри Дин          | ITV1      | 1 сезон, 3 серия |
| 2007       | Приключения Сары Джейн     | Мария Джексон      | CBBC      | Появлялась во всех эпизодах 1 сезона, включая: - Вторжение Бэйнов - Месть Слитхинов - Глаз Горгоны - Воины Кудлака - Что случилось с Сарой Джейн? - Потерянный мальчик Все эти эпизоды были сняты в Кардиффе, в Уэльсе |
| 2007       | Моя жизнь как у попугая    | Люси Миселс        | ITV1      | «Призрак» 2 сезон, 3 серия |
| 2007       | Секретная жизнь            | Микаэла            | Channel 4 | Релиз на DVD: 19 апреля 2007 (Великобритания) |
| 2008       | Приключения Сары Джейн     | Мария Джексон      | CBBC      | Появилась в двух сериях второго сезона 2: - Последний Сонтаран - Знак Берсекер (Незначительный эпизод) Все эти эпизоды были сняты в Кардиффе, в Уэльсе                                                                 |
| 2009       | Земля убийств              | Джессика           | ITV1      | 1 сезон, эпизоды 1-3 |
| 2012-2014  | Молодая мамаша             | Бет Митчелл        | BBC Three | серии 1-3 |
| 2014       | Клей                       | Рут                | E4        | Главная роль |
| 2017       | The Good Karma Hospital    | Джоси Янг          | ITV1      | 1 сезон, 3 эпизод |

### Театр
| Год        | Название спектакля | Роль      | Примечания                                                                               |
| ---------- | ------------------ | --------- | ---------------------------------------------------------------------------------------- |
| 2003       | Отверженные        | Козетта   | Проходил в театре «Пэлес». Это принесло ей номинацию «лучшего исполнителя детской роли». |
| 2010       | Экспромтом         | Эмма Джи  | Проходил в театре «Ройал-Корт».                                                          |
| Неизвестен | Ромео и Джульетта  | Джульетта | Проходил в театре Блумсбери.                                                             |
| Неизвестен | Энни               | Молли     | Проходил в театре «Хаммерстейн».                                                         |

### Радио
| Год        | Название                   | Роль                                                | Радиостанция/Производственная компания | Примечания    |
| ---------- | -------------------------- | --------------------------------------------------- | -------------------------------------- | ------------- |
| Неизвестен | Знакомство с Пойнтами      | Нур                                                 | BBC Belfast for BBC                    | Аудио рассказ |
| Неизвестен | Маленькое радио То         | Рассказчик                                          | BBC Radio 7                            |               |
| Неизвестен | Тема шоколадных батончиков | Голос                                               | BBC Radio/Film 400                     | Объявление    |
| 2013       | Задверье                   | Анастезия, 2 владелец — женщина и спичечная девочка | BBC Radio 4 and BBC Radio 4 Extra      | N/A           |
| 2017       | Книга Йехудит              | Йехудит                                             | BBC Radio 4                            |               |